# 香川県特別支援学校一覧
香川県特別支援学校一覧（かがわけんとくべつしえんがっこういちらん）は、香川県の特別支援学校の一覧。

## 国立特別支援学校
- 香川大学教育学部附属特別支援学校

## 特別支援学校（知的障害、肢体不自由、病弱教育）

### 高松市
- 香川県立香川中部支援学校
- 香川県立高松支援学校

### 丸亀市
- 香川県立香川丸亀支援学校

### 善通寺市
- 香川県立善通寺支援学校

### 観音寺市
- 香川県立香川西部支援学校

### さぬき市
- 香川県立香川東部支援学校

### 小豆島町
- 香川県立小豆島みんなの支援学校

## 特別支援学校（視覚障害）

### 高松市
- 香川県立視覚支援学校

## 特別支援学校（聴覚障害）

### 高松市
- 香川県立聴覚支援学校

## リンク
- 香川県教育委員会